# 貨幣石
貨幣石（かへいせき、Nummulites）とは、新生代古第三紀に繁栄した大型の有孔虫である。形状が硬貨に似た円盤状であるため、ラテン語で「小さなコイン」を意味するこの名が付いた。学名を仮名表記したヌムリテスの名でも呼ばれる。

## 概要
貨幣石は非常に大型の原生生物であり、単細胞生物ながら直径が10 cmを超える個体もある。世界各地で発見されており、かつ生存していた時期が比較的短いため、示準化石として用いられる。全て化石種であり、現生の種は存在しない。
19世紀初頭まで、貨幣石は軟体動物の腹足綱の1種であると考えられていた。有孔虫へと移されたのは、1825年のドルビニ の研究に基づく分類学的措置である。当初巻貝と誤解されていた殻の中は、不完全に仕切られた個室から成っており、そこに充填された原形質には複雑な脈管系が発達していた。これは貨幣石の細胞内物質輸送に関与していたと考えられている。

## 分布
地質時代上の分布としては、新生代第三紀暁新世最後期～始新世最前期に出現し、中期に大繁栄し、漸新世前期にはほぼ絶滅した。起源は現在のアフリカ大陸付近とされ、その後テチス海、カリブ海、インド洋～太平洋の各方面へと伝播した。始新世のエジプト産石灰岩には貨幣石の化石が多く含まれ、ギザのピラミッドの石材にも、その姿を見ることができる。

## 生活環
単相（n）世代のガモント、複相（2n）世代のアガモントを経る生活環を持つ。ガモントは初室の直径が1 mm、殻の直径は5～7 mm程度である。一方のアガモントは初室の直径こそ20 μmと小さいものの、最終的には最大12 cmもの殻径に成長する。貨幣石に異なる2型が存在する事を見出したのは d'Burtin 1784 であるが、これが生活環中のステージに対応すると判明したのは20世紀になってからである。

## 分類
貨幣石の出現初期に分化したのは N. fraasi、N. deserti、N. solitarius の3つの基本種であり、その後に放散し種数を増やした。現在では140種以上が知られている。